# ロバート・ロイストン
ロバート・ロイストン （Robert Royston、1918年 - 2008年9月19日）アメリカの造園家。デザイナー。ランドスケープアーキテクト。EDW（エクボ、ディーン、ウィリアムス。Eckbo, Dean, Williams、のちEDAW）らと、米国カリフォルニア州サンフランシスコ・ベイエリアを活動拠点としたベイエリアスタイルの造園家のひとり。
第二次世界大戦の時期にカリフォルニアの地で示した彼のデザイン活動や大学での教育は戦後、造園デザインのモダニズムスタイル確立に導いた。革新的な公園設計を手がけたことで最もよく知られている。 
カリフォルニア州サンフランシスコ生まれ。

## 人物概要
北カリフォルニア・サンタクララバレーの農場で育つ。 高校時代、彼は作図、そしてスポーツで才能を示した。 先生の一人からは将来を弁護士やバレエダンサーどちらかに勧められた。彼はデザインと屋外活動に興味をもち、1936年にカリフォルニア大学バークレー校農学科の景観デザイン専攻に入学、卒業した。 
ロイストンが意識していたのは新しい自分らと似た新たなデザイン思潮で、H・リー・ヴォーンの革新的作品や実験的なトーマス・チャーチや前衛的なダニエル・カイリー、より前衛的なガレット・エクボとジェームズ・ローズらの視点に興味をもった。 
こうした興味から設計へ美的に適用できるよう絵画的探求を続け、教育の早い時期に一部アートクラスのスタジオで模写する訓練を受けた。
1940年からロイストンは大学卒業後、自営と一部パートタイムで働き、その後トーマス・チャーチのもとでフルタイムでの従業員になった。 チャーチは当時、主に住宅庭園を中心にしていた業務を、この時大規模な計画住宅地域社会と大学のキャンパスの設計まで拡大していた。 若いロイストンは、バレンシアガーデンズ住宅プロジェクトの地区ミッションとしてこのようなサンフランシスコの主要な、ポトレロヒル住宅プロジェクト 、マーセドの太平洋近くの大規模なパークアパート群といったプロジェクトの責任を与えられた。
また、この時期非公式サンフランシスコのベイエリアで活動する環境関係問題のデザイナーグループ「テレシス」初期のメンバーとなった。 ここでその後パートナーとなるガレット・エクボに会った。そして同様にここで出会った建築家らと彼はそれ以降に様々ないくつかのプロジェクトに協力していった。
世界第二次大戦が勃発すると海軍に志願。暇な時間では、ロイストンは、デザインのアイデアと、住宅庭園のモデルを構築する実験、アウト廃材でジュエリーを作成。 1945年、ベイエリアに戻り、ガレット・エクボの招待状を受け取り、彼と造園家エドワード・ウィリアムズとのパートナーシップを形成。新会社、エクボ、ロイストン、ウィリアムズとして、最終的にサンフランシスコとロサンゼルスにオフィスを設立。 
1947年、カリフォルニア大学バークレー校で教職を受けもつ。学生には建築家や造園家両方が含まれていた。バークレーでの彼の指導のキャリアは、1951年に忠誠を誓う署名を辞退し辞任するまで続いた。すぐにバークレーを辞めた後、スタンフォード大学と、それ以降はノースカロライナ州立大学の非常勤での位置を受け入れる。 
彼のキャリアで教えていたコースと講義は25大学以上の米国の大学、にわたる。 
ロイストンの革新的な公園設計は1950年代に始まった。最初の代表事業としては、石油製油所カリフォルニア州ポイントリッチモンド近くにあったスタンダードオイルロッドとガンクラブ（1950年）で、製油所の労働者用レクリエーション施設だった。
ロイストンの詳細なゾーニングデザインは、元スキート射撃場や釣り桟橋のサイトを巧みに重ねスペースの一連のいくつかの多目的エリア、ジム、スイミングプール、想像カスタム遊具を設計、家族のピクニックエリアを提供した。施設はすぐに成功し、ベイエリアのプランナーからいくつかの自治体でその多くが国内メディアの注目を集め、重要な公園や遊び場設計に示唆するものとなる。
より複雑なプロジェクトで計画された住宅地域などを扱うために、風景行列の概念や初期オープンスペースの継続的なシステムをもつコミュニティと、それによってコミュニティを強力なフレームワークへと確立するまでのリンクとして定義し開発制御する形式を指定したアプリケーションによるものとして、カリフォルニア州ポーバレー近郊の協同住宅プロジェクト「ラデーラ」（1946年）がある。ここでのロイストンのデザインは、一緒に住宅クラスタと区切られた自動車や歩行者の循環を結んだ直線公園を提示した。この計画は、実施されたが、ロイストンの仕様には従っていない。 
彼の作品の中でより著名なのがクリュージ公園（カリフォルニア州アラメダ） 、ピクシー・プレース（カリフォルニア州マリン郡） 、ボウデン公園・ミッチェル公園（カリフォルニア州パロアルト、1956年）、カリフォルニア州サンタクララのセントラルパーク（1960年）がある。なおロイストンは、主に屋外体育館年齢層の狭い範囲に限定する公園の概念疑問を投げかけ、"公共の庭園"家族を含む幅広いユーザーを提供する、非常に小さな子連れ、高齢者として公園を想定。彼のデザインする公園の多くは、パーゴラなどの住宅規模の要素を含んでおり、親しみと親近感を作成パティオのような領域を囲む。
ロイストンはまた、サンフランシスコのポーツマススクエアとセント・メリーズ・スクエア 、メアリーの広場都市公園 (1952)といった都市広場を設計している。
ロイストンの初期の実績はカリフォルニア州北部に集中し、作品は主に住宅地計画と庭園である。これは、戦後の急激な経済成長と住宅の深刻な不足によって引き起こされた。こういった成長の大部分は低密度と作品展開は郊外開発を発生させ、すぐに拡張公園 、広場 、および計画住宅コミュニティなどが含まれるようになる。 
またロイストンは、多くの住宅プロジェクトで、サンフランシスコのベイエリアの建築家と注目に値する数多くのコラボレーションをしていく。
彼のサイトの計画は、屋内と屋外空間とガーデンルームの統合と、屋外生活のために機能的で、エレガントさといった側面を強調していた。そして大胆な非対称円弧や多角形や非軸空間分析の影響をのような示唆キュビズム幾何学、biomorphismと直線、モンドリアンの絵などがロイストンの具体的な設計の語彙の階層となるほか、空間の建築的アプローチに、明確にミース・ファン・デル・ローエやル・コルビュジエ的なスタイルが表示されていく。ロイストンは、デザインの主な媒体として空間に関しては、実用にデザインフォームを統合する絶対必要性を主張する。例えば、典型的なロイストン公園の設計では、小さな子供たちのため用のプールで視覚的に魅力的な生物形態に似た形でレイアウトされることがあるが、同時に親の声達することができるよう距離がスケーリングされている。プールの深さも純粋な形でそれが浅い子は親の援助から最も遠いよう真ん中になる機能を反映している。ロイストンのデザインボキャブラリーは、芸術のためではない芸術で、デザインフォームは、常に直接その参加者の空き容量が心理的効果を使用する関係がある。 
1958年、エクボ、ロイストン、ウィリアムスの会社を離れ、アサ・ハナモトと新しい専門事務所ロイストン、ハナモト、アリー・アンド・アビー（Royson, Hanamoto, Alley & Abbey、RHAA）を設立。この事務所は今日までベイエリアの中規模事務所に発展し現在に至っている。 
1975年のASLAアメリカ造園家協会賞など、おもだった賞を数多く受賞している。1978年にアメリカ建築家協会賞も受賞。

## おもな作品
- セント・マリーズ・スクエア（サンフランシスコ）
- ミッチェルパーク（カリフォルニア州パロアルト）
- ボウデンパーク（カリフォルニア州パロアルト）
- サンタクララ・セントラルパーク（カリフォルニア州サンタクララ）
- クエスタ公園（カリフォルニア州マウンテンビュー）
- サンタクララシビックセンター（カリフォルニア州サンタクララ）
- クーリッシュ邸（サイモン・ケネディらと）